# Локальний гомеоморфізм
У математиці, більш детально топології, локальний гомеоморфізм є функція між топологічними просторами що, інтуїтивно, зберігає локальну структуру.

## Означення
Нехай {\displaystyle X} і {\displaystyle Y} — топологічні простіори. Відображення {\displaystyle f:X\to Y\,} називається локальним гомеоморфізмом  якщо для кожної точки {\displaystyle X} в {\displaystyle X} існує відкрита множина {\displaystyle U}, що містить {\displaystyle X}, така що образ {\displaystyle f(U)} є відкритою підмножиною в {\displaystyle Y} і обмеження {\displaystyle f|_{U}:U\to f(U)\,} є гомеоморфізмом.

## Приклади
- За означенням, кожен гомеоморфізм є також локальним гомеоморфізмом.
- Якщо {\displaystyle U} є відкритою підмножиною {\displaystyle Y} з індукованою топологією, тоді відображення включення   {\displaystyle i:U\to Y} є локальним гомеоморфізмом. Факт, що {\displaystyle U} є відкритою підмножиною є важливим, в іншому випадку включення не є локальним гомеоморфізмом.
- Нехай  {\displaystyle f:R\to S_{1}} — відображення дійсної прямої в коло задане як {\displaystyle f(t)=e^{it}} для всіх {\displaystyle t\in \mathbb {R} }). Це відображення є локальним гомеоморфізмом але не гомеоморфізмом.
- Нехай  {\displaystyle f:S_{1}\to S_{1}} — неперервне відображення кола в себе {\displaystyle n}. Це відображення є локальним гомеоморфізмом для всіх ненульових  {\displaystyle n}, а гомеоморфізмом є тільки у випадках коли  {\displaystyle n} = 1 чи -1.
- Більш загально, будь-яке накриття є локальним гомеоморфізмом; зокрема, універсальне накриття {\displaystyle p:C\to Y} простору {\displaystyle Y} є локальним гомеоморфізмом. В деяких випадках справедливим є і обернене твердження. Наприклад: якщо {\displaystyle X} є гаусдорфовим простором і {\displaystyle Y} є локально компактним і гаусдорфовим і {\displaystyle p:X\to Y} є власним локальний гомеоморфізмом, тоді {\displaystyle p} є відображенням накриття.

- У комплексному аналізі голоморфна функція {\displaystyle f:U\to \mathbb {C} }  (де {\displaystyle U} є відкритою підмножиною комплексної площини {\displaystyle \mathbb {C} }) є локальним гомеоморфізмом тоді і тільки тоді коли похідна {\displaystyle f'(z)} є ненульовою для всіх {\displaystyle z\in U}. Функція {\displaystyle f(z)=z^{n}} на відкритому крузі із центром 0 не є локальним гомеоморфізмом в 0 коли  {\displaystyle n} є не меншим 2.

- З використанням теореми про обернену функцію можна довести, що неперервно диференційовна функція {\displaystyle f:U\to \mathbb {R} ^{n}} (де {\displaystyle U} є відкритою підмножиною  {\displaystyle \mathbb {R} ^{n}}) є локальним гомеоморфізмом якщо і тільки якщо похідна {\displaystyle D_{x}f} є невиродженим лінійним відображенням (невиродженою квадратною матрицею) для кожного {\displaystyle x\in U}. Аналогічне твердження є справедливим для відображень між диференційовними многовидами.

## Властивості
- Довільний локальний гомеоморфізм є неперервним і відкритим відображенням. Бієктивний локальний гомеоморфізм є гомеоморфізмом.

Локальний гомеоморфізм   {\displaystyle f:X\to Y} зберігає "локальні" топологічні властивості: 
- {\displaystyle X} є локально зв'язаним простором якщо і тільки якщо {\displaystyle f(X)} є локально зв'язаним
- {\displaystyle X} є локально лінійно зв'язаним якщо і тільки якщо {\displaystyle f(X)} є локально лінійно зв'язаним
- {\displaystyle X} є локально компактний простір якщо і тільки якщо {\displaystyle f(X)} є локально компактним
- {\displaystyle X} є простором із першою аксіомою зліченності якщо і тільки якщо {\displaystyle f(X)} є таким простором

- Якщо  {\displaystyle f:X\to Y} є локальним гомеоморфізмом і {\displaystyle U} є відкритою підмножиною {\displaystyle X}, тоді обмеження {\displaystyle f|_{U}} є локальним гомеоморфізмом.

- Якщо  {\displaystyle f:X\to Y} і {\displaystyle g:Y\to Z} є локальними гомеоморфізмами, тоді композиція {\displaystyle g\circ f:X\to Z} також є локальним гомеоморфізмом.